# لويغي باربييري
لويغي باربييري (بالإنجليزية: Luigi Barbieri)‏  (و. 1887 – 1931 م) هو لاعب كرة قدم، من مملكة إيطاليا، ولد في ميلانو، يلعب كحارس مرمى، توفي عن عمر يناهز 44 عاماً.